# ソルジャーズ・アイランド
『ソルジャーズ・アイランド』（原題：Soldiers of Fortune）は2012年の映画。アメリカ・ロシア合作。

## ストーリー
米軍特殊部隊のクレイグ大尉は、アフガニスタンで親友のリード大尉を助けるため命令違反を犯し、救出成功も虚しく2人して不名誉除隊となる。
それから4年後、酒とギャンブルに溺れる日々を過ごしていたクレイグに、セシリアとエルネストの姉弟が訪ねてくる。
2人の出身地である黒海の孤島スネーク島はルポ大佐とその私兵に支配されており、島民が反乱軍として抗戦を続ける中、そのリーダーである姉弟は彼らのための武器を調達すべく一計を案じる。それは、富豪を対象にした「多額の寄付金と引き換えに実戦さながらの従軍体験ができる」という謳い文句のツアーを開催し、それによって得た資金で購入した武器をツアーの最終イベントで参加者に反乱軍の拠点へ運搬させる、というものだ。
姉弟がクレイグやリードを「経験豊富な退役軍人」と見込んで持ちかけてきた依頼は、ツアーに参加する富豪たちの警護であった。始めは難色を示していたクレイグだが、大佐の私兵部隊の指揮官が自身と因縁深いメイソンだと知らされ、親友リードの家族を生活苦から救うためにも依頼を引き受ける。
遊び感覚の高慢な富豪チームを、他の護衛と連携しつつ1週間で鍛え上げ、スネーク島へ赴く一行。だが、内通者の密告で上陸前に迎撃を受け、反乱軍用の武器もクレイグ以外の護衛もすべて失ってしまう。さらに肝心の反乱軍も、大佐の私兵部隊による大規模な襲撃で壊滅、エルネストを含む多数の島民たちが無差別に殺戮されてゆく。密告対策として高台で寝泊まりしていた富豪チームは、私兵部隊が暴虐の限りを尽くす様を見て、反乱軍への加勢を決意する。

## 登場人物

### 富豪チーム
クレイグ・マッケンジー大尉
演 - クリスチャン・スレイター
フルネームはクレイグ・ジェームズ・マッケンジー。かつてはアメリカ陸軍特殊部隊の現場指揮官で、部下を1人も犠牲にせず23もの特殊作戦を成功させた英雄だが、アフガニスタンでの任務で敵側にCIAエージェントがいる事を理由に作戦中止命令が出されたにもかかわらずリード救出のために突入を強行し、その廉で不名誉除隊となる。ツアーに参加する富豪たちの警護を引き受け、反乱軍と共に戦う。
マイク・リード大尉
演 - フレディ・ロドリゲス
アフガニスタンでクレイグと共に戦った親友だが、彼と同じく不名誉除隊になった。妻子のために金を稼ぐべく、クレイグと共にスネーク島へ行くが、上陸直前にメイソンらのミサイルランチャーによる攻撃で船ごと爆破され戦死する。
ローマン・セント・ジョン
演 - ショーン・ビーン
ロシアの実業家。レアメタルの闇市場でコルタンを売ってのし上がった人物で、海賊を撃退した経験もある。美女を幾人も囲っており、ツアーにも5人とも連れて来ようとした。
実はスネーク島出身者であり、レアメタルの商取引に関してルポ大佐に物申すべくツアーに参加していた。
グリモー・トゥーノー
演 - ヴィング・レイムス
アフリカの武器商人。実戦経験の無い民間人だが軍人気取りで、ツアー参加前から常に迷彩服を着用し、訓練序盤では何かと富豪チームを指揮したがる。名前をもじって「グリム・リーパー(＝死神)」と恐れられており、得物である特製の大型機関銃にもその名を冠している。
実は反乱軍だけでなくルポ大佐にも武器を大量に売っていたが、彼からは代金が支払われないため報復目的でツアーに参加していた。
トミー・シン
演 - ドミニク・モナハン
ゲームデザイナー。VRアクションゲームの成功で富豪となる。精神科医に「ゲーム中毒だからもっと現実を体験しろ」と忠告され、リアルな戦場を経験するべくツアーに参加した。
当初は暇さえあれば自作のVRゲームに没頭したりと不真面目な態度が目立っていたものの、ルポ大佐の私兵部隊が行う大量虐殺を見て戦争によって生じる犠牲を知り、メイソンに負わされた銃創とグリモーが施した応急手当で実戦に伴う痛みを知り、最終決戦では手ずから銃を取り敵を射殺するなど、作中随一の人間的成長が窺える人物。
サミュエル・ハウスマン
演 - ジェームズ・クロムウェル
携帯電話会社のCEO。5回結婚して8人の子供を儲けたり、破産から立ち直ったり、2度も心臓発作で死にかけたりと、波瀾万丈な人生を歩んできた老爺。射撃が趣味で、「アイリーン」と名付けた愛用の猟銃を持参し富豪チームのスナイパーとして戦う。5人目の結婚相手との離婚裁判に際し、自分の死を以て血の繋がった子供たちに全財産を相続させるべくツアーに参加した。
最終決戦では、包囲された仲間を逃がすため自ら殿を引き受け、満身創痍となりつつも多数の傭兵を道連れに自爆、戦死する。
チャールーズ・ハーバート・ヴァンダービア
演 - チャーリー・ビューリー
ウォール街の若手投資家。ヘッジファンドとサブプライムローンで財産を築いたが、その反面シンのようにリーマンショックで莫大な損失を出した資産家からは憎まれている。クレイグが「米国の紛れもない貴族」と評する通り、当初はツアーにまでも老執事を侍らせていたが、彼が長年休みたがっていた事もあり、訓練序盤に休暇を与えて帰らせた。
実はルポ大佐の内通者で、ヘッジファンドに将来性が無いと感じ、ルポ大佐の財務コンサルタントになるべくツアーに参加していた。最終決戦でシンに射殺される。

### 反乱軍
セシリア
演 - オクサナ・コロスティシェフスカヤ
反乱軍のリーダー。反乱軍に武器を供給するため戦場体験ツアーを計画、クレイグらに富豪達の警護を依頼する。
ジョンを密告者と勘違いし毛嫌いするが、最終決戦におけるマグダとの決闘の末に溺れかけたところを彼に助けられる。
エルネスト
演 - ライアン・ドノフー
セシリアの弟。姉と共にクレイグを勧誘する。
反乱軍の拠点を襲撃してきた傭兵たちと勇敢に戦うが、戦車に砲撃され戦死。

### 占領軍
カーター・メイソン
演 - コルム・ミーニイ
CIAのエージェントで、現在はスネーク島の「警備隊長」。クレイグが不名誉除隊になる原因を作った張本人。アフガンでは私欲のためにタリバンへ協力し、偶然侵入してきたクレイグたちを殺そうとするも失敗。スネーク島では、ルポ大佐の私兵部隊の実質的な指揮官として傭兵を率いる。
最終決戦で、クレイグとのナイフを用いた格闘戦に敗れて死亡。
ルポ大佐
演 - ゲンナディ・ヴェンゲロフ
スネーク島の独裁者。荒くれ者だらけの私兵部隊を率い、領有権不明の無法地帯だった島を占領する。娘想いの父だが、島民は容赦無く粛清する冷血漢。
最終決戦ではモーターボートで逃げるも、グリモーが放ったロケット弾によって同乗していた部下共々爆死。
マグダ
演 - サラ・アン・シュルツ
ルポ大佐の娘。セシリア曰く「真の悪女」で、捕らえた反乱軍構成員を自ら銃殺する時も。
最終決戦では、セシリアにウォーターバイクでチキンゲームを挑む。

## スタッフ
- 監督：マキシム・コロスティシェフキー
- 脚本：アレクサンドル・コスカス、ジョー・ケルブリー、ロバート・クロムビー
- 原案：アレクサンドル・コスカス、ジョー・ケルブリー
- 製作：ロバート・クロムビー、ジェフ・モスト、ナタリア・スミルノーヴァ
- 製作総指揮：リチャード・サルヴァトーレ、フレディ・ブレイディ、ポール・ハドソン、ジェフ・ライス
- 音楽：ジョセフ・ロドゥカ
- 撮影：マリア・ソロヴィエーヴァ
- 編集：ティム・アルヴァーソン、イゴール・リトニスキー、ダニー・サファイア
- 美術：ニコライ・リアブツェフ、アンソニー・エイナー、ティム・キューン